# Акрепски одред
Акрепски одред (енгл. Monstrous Regiment) је 31. роман из серијала о Дисксвету британског аутора Тери Прачета.